# Abuso físico
O abuso físico é um ato de uma pessoa que envolve o contato com outra pessoa com a intenção de causar sentimentos de dor física, lesões ou outro tipo de sofrimento físico ou lesão corporal. Na maioria dos casos, as crianças são vítimas de abuso físico, mas os adultos também podem ser vítimas, como em um contexto doméstico. Termos alternativos às vezes usados incluem agressão ou violência física e também pode incluir o abuso sexual. O abuso físico pode envolver mais de um agressor e mais de uma vítima.
Crianças abusadas fisicamente estão em risco de problemas interpessoais posteriores envolvendo comportamento agressivo e os adolescentes têm um risco muito maior de abuso de substâncias. Além disso, sintomas de depressão, estresse emocional e ideação suicida também são características comuns de pessoas que foram abusadas fisicamente. Estudos também têm demonstrado que crianças com histórico de abuso físico podem preencher os critérios do DSM-IV-TR para transtorno de estresse pós-traumático (TEPT).
O abuso físico também tem sido descrita entre os animais, por exemplo, entre os pinguins-de-adélia.